# Regatul interzis
Regatul interzis (engleză The Forbidden Kingdom, chineză: 功夫之王) este un film american și chinezesc din 2008 regizat de Rob Minkoff și produs de Casey Silver. Este creat în genurile fantastic, călătorie în timp, acțiune, arte marțiale. Rolurile principale au fost interpretate de actorii Jackie Chan și Jet Li. Scenariul este scris de John Fusco pe baza romanului Călătorie spre Vest de Wu Cheng'en.
Filmul este distribuit în Statele Unite de Lionsgate și The Weinstein Company.

## Prezentare
Filmul este inspirat dintr-o fabulă chinezească, cea a Regelui Maimuță și de romanul Călătorie spre Vest scris în secolul al XVI-lea în timpul dinastiei Ming de către Wu Cheng'en.
În Boston trăiește Jason Tripitikas, un tip stângaci obsedat de arte marțiale, filme kung-fu și cultura chinezească. Deseori merge la magazinul lui Hop din Chinatown pentru a cumpăra filme. În timp ce se uită prin magazin, este atras de un baston antic. Hop îi spune băiatului că bastonul a fost lăsat în grija bunicului său de un străin misterios, care nu s-a mai întors să-l ia înapoi. Când se întoarce acasă, Jason este forțat de un grup de hoți să se întoarcă la magazin ca să-l jefuiască. În timp ce hoții distrug tot, Hop îi cere lui Jason să fugă cu bastonul. În timp ce fuge, Jason cade de pe un acoperiș, leșină la cădere și se trezește în China antică. Curând el se întâlnește cu nemuritorul Lu Yan, care îi spune povestea Regelui Maimuță, cel care a fost înșelat de Împăratul de Jad și transformat într-o statuie. Mai târziu, Împăratul de Jad a transformat regatul într-un domeniu al fricii și violenței. Legenda spune că un călător va aduce înapoi bastonul sacru în regat și va restabili pacea.

## Distribuție
- Jackie Chan - Lu Yan, the Drunken Immortal/Hop, the pawn shop owner
- Jet Li -  Sun Wukong (called) the Monkey King/The Silent Monk
- Michael Angarano - Jason Tripitikas, the Traveler[14] and the main protagonist
- Collin Chou - Tiranul, The Jade Warlord,[15] - main antagonist
- Juana Collignon - Southie Girl
- Liu Yifei - Golden Sparrow/the Chinatown girl
- Li Bingbing - Ni-Chang, the White-Haired Witch/Assassin
- Deshun Wang as The Jade Emperor

## Producție
Producția filmului a început la 1 mai 2007 în Deșertul Gobi din Mongolia. Cheltuielile de producție s-au ridicat la 55 de milioane $.

## Lansare și primire
A avut încasări de 128 de milioane $.